# 代返
代返（だいへん）とは、教育機関などにおいて出欠確認をする授業で、欠席者の出席を装うために他者が代わって返事をする一種の不正行為である。特に大学において、欠席者が不正に出席点を獲得する目的で行われる（単位認定に一定量の授業への出席が必須とされたり、重視される場合がある）。大学によっては発覚した場合、単位の剥奪など処分を受けることがある。
2016年4月にマイナビが実施した調査によると、現役大学生の25.6%が代返を依頼したことがあると回答した。代返を依頼する主な理由は、遅刻や寝坊、部活動・アルバイトと講義の時間の重複である。

## 手法
教員が受講者の名前を読み上げて出欠を取る場合は、本人以外の者が返事をする。出席票を配布して出欠を取る場合は、本人以外の者が代筆する。少人数授業の場合、教員が学生の顔を把握しているので、代返は不可能である。

## 発覚時の処分
不正行為であるので、発覚すると代返の依頼者は処分される。大学によっては、代返が発覚した学期に履修していたすべての単位を剥奪する。2016年にはアメリカのアイオワ大学で中国人留学生約100人が代返を依頼したとして、退学処分を通告された。代返に気付いても学生には何も告げずに、出席点を引く教員もいる。
依頼者だけでなく、代返を引き受けた者も処分の対象となる大学がある。

## 日本国外における代返
インドの大学では、proxy （代理）という言葉が偽りの出席の意味で用いられている。インドの私立医科大学の学生に対して行われたアンケート調査によると、回答者の75%が代返の経験があり、特に男子学生は92.6%が経験していた。
2016年に行われたアラブ首長国連邦の医学生を対象にしたアンケート調査では、42%が代返をしたことがあると回答し、そのうちの71%は代返が悪いことであると認識していた。
中国の大学では代返（身代わり出席）が横行しており、代返依頼者から料金を取って稼いでいる学生が存在する。アメリカの大学では、出席点に相当するattendance のほかに、授業への積極的な参加、授業での積極的な発言を採点するparticipation という評価点があり、代返することが難しい。また、発覚した場合の処分は重い。

## 大学による代返防止対策
教員が代返を放置すると、まじめに受講している学生の学習意欲を減退させたり、教員への信頼を低下させたりするおそれがあるので、できるだけ代返を排除する必要がある。大学では、教員による新たな代返防止策の実行と、学生による対策の攻略が繰り返されている。
古典的には、出席票を1人ずつ手渡し・手回収する、出席票に授業のコメントを書かせることで代返を依頼された者が簡単に実行できないようにする、毎回違う出席票を使う、筆跡鑑定をする、本人以外の者が容易に知り得ない個人情報を書かせるなどの方法が採られてきた。グループワークを行わせ、代表者に出席票を取りに行かせることで代返が行われる可能性を減じる方法もある。
2000年代中頃には、代返防止を目的として、立命館大学や日本大学など一部の大学で、出欠確認に学生証や携帯電話の利用が始まっていた。日本で最初に電子システムによる出欠確認を導入したのは、携帯電話を利用する青森大学と、非接触ICカードを利用する札幌大学であり、ともに2005年に開始した。
青山学院大学ではソフトバンクモバイルと提携して社会情報学部の全学生に対し、2009年5月にiPhoneを配布し、GPSの位置情報を利用して講義への出欠を確認するシステムを導入した。学生がiPhoneにインストールされた出席通知アプリを起動し、「出席ボタン」を押すと、端末情報と位置情報がサーバに送信される。出席情報がサーバに記録されているかどうかは、学生自身が確認することができる。同学では、出席カードによる出席確認は代返の可能性や（教員の）転記の手間があり、学生証のPDAでの読み取りによる出席確認は端末トラブルでデータが消去されてしまうという問題があるとし、この方式を採用した。（なお、2011年に奈良産業大学の米川雅士が行った実験によると、当時の携帯電話のGPSの精度では教室のある棟から大きくずれた位置が記録されてしまったため、学生がどの建物にいたかを把握することは困難であった。）
以上のほか、指紋認証を行う大学もあった。また、2019年には兵庫医科大学が日本初の顔認識システムによる出欠確認を導入した。同学では全学生に顔を事前登録させ、授業の冒頭でタブレット端末を順次回して出欠を取る。なお、同学が導入する以前より、自作の顔認証システムを採用する教員は存在した。
電子システムによる出欠確認は、教員の出欠記録作成の手間を削減し、学生の見守り（休みがちの学生の把握）にも役立てることができるなど、代返防止以外にも効果がある。

### ピ逃げ
ICカード化された学生証を端末にかざして出欠を取る方法が普及すると、学生の間で「ピ逃げ」や「ピー逃げ」と呼ばれる手法が横行するようになった。ピ逃げとは、授業の冒頭にICカードを端末に読み取らせて出席扱いにし、授業を受けずに帰ることである。（「ピ」は読み取り時の電子音にちなむ。）電子システムによる出席確認の場合、他者に学生証や携帯電話を貸し出すことでも代返は可能である。
教員側のピ逃げ対策としては、授業の途中で読み取り情報をリセットし再度学生にICカードの読み取りを求める方法や、紙の出席票を配布する方法、講義中に提示したパスワードを出席管理システムに入力させる方法などがある。パスワード方式は、学生間でパスワードを教え合う可能性があるので、対策としては不十分である。座席にICタグを設置し、学生の持つICカードと紐付けることで、同一の座席から二重に出席申請が為されないようにするシステムも開発されているが、導入費用が高い上に、本人以外の者が空席のICタグを使って出席申請する可能性があるため、万全ではない。

## 事件
2015年1月、大阪府内の私立大学の学生が、後輩に代返を依頼したが、出席日数が予定より少なかった。男は、後輩が代返をしなかったため留年が決まったと腹を立て、友人と共謀して、後輩から現金64万3千円を脅し取る事件が発生した。なお、実際には、男が通っていた大学は単位習得状況に関わらず進級できるシステムなので、留年は男の勘違いだった。